# Fish Lake (Minnesota)
Fish Lake es un lugar designado por el censo ubicado en el condado de Jackson en el estado estadounidense de Minnesota. En el Censo de 2010 tenía una población de 51 habitantes y una densidad poblacional de 15,77 personas por km².

## Geografía
Fish Lake se encuentra ubicado en las coordenadas 43°50′19″N 95°2′49″O / 43.83861, -95.04694. Según la Oficina del Censo de los Estados Unidos, Fish Lake tiene una superficie total de 3.23 km², de la cual 2.36 km² corresponden a tierra firme y (26.9%) 0.87 km² es agua.

## Demografía
Según el censo de 2010, había 51 personas residiendo en Fish Lake. La densidad de población era de 15,77 hab./km². De los 51 habitantes, Fish Lake estaba compuesto por el 100% blancos, el 0% eran afroamericanos, el 0% eran amerindios, el 0% eran asiáticos, el 0% eran isleños del Pacífico, el 0% eran de otras razas y el 0% pertenecían a dos o más razas. Del total de la población el 1.96% eran hispanos o latinos de cualquier raza.